# Camp Julien

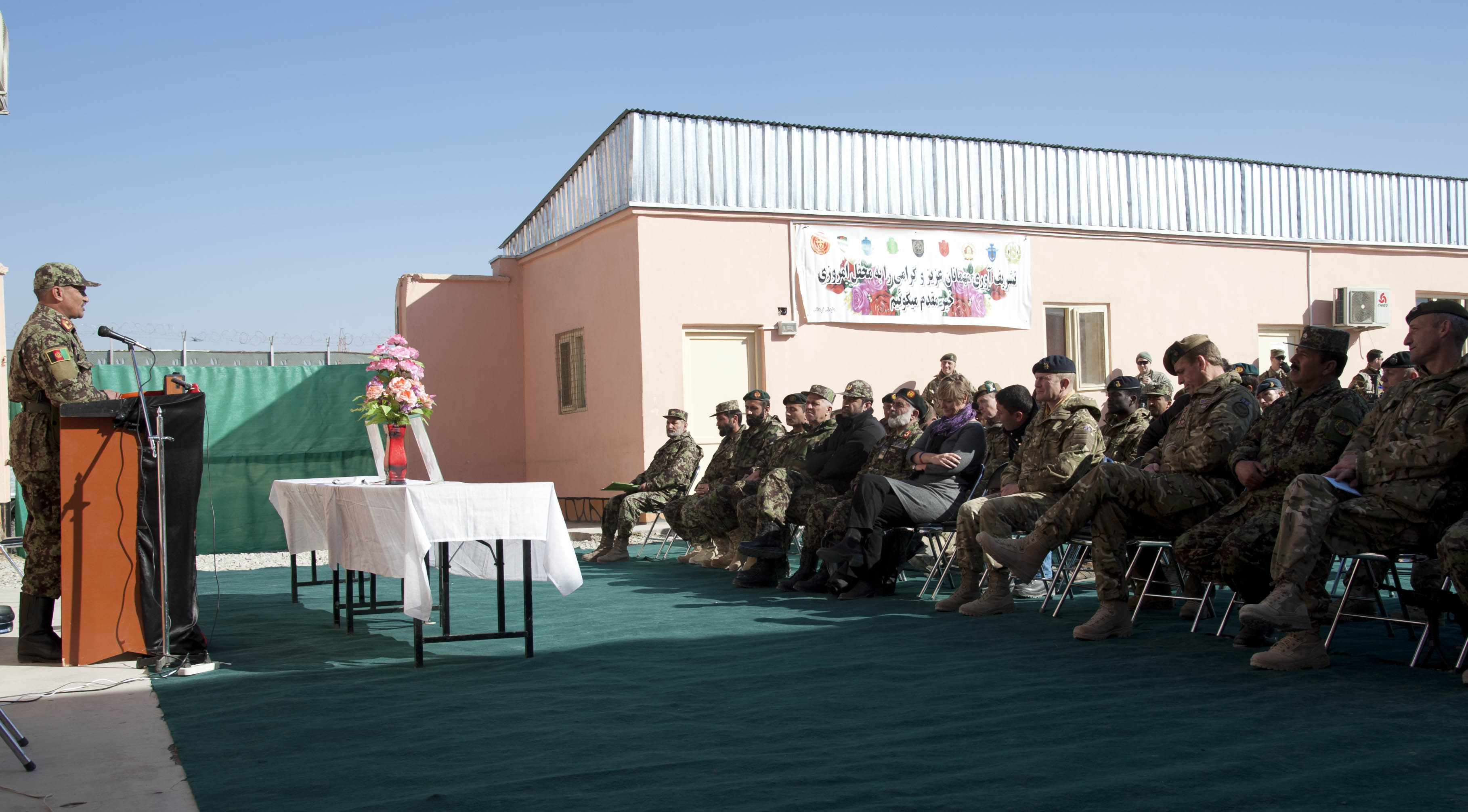
camp julien (Kaboul)

Le camp Julien était la principale base du contingent canadien de la Force internationale d'assistance et de sécurité (FIAS) à Kaboul en Afghanistan. Le camp est ainsi nommé en l'honneur du caporal George Patrick Julien, un militaire canadien récipiendaire de la Médaille militaire lorsqu'il avait le grade de soldat pour ses actions sur la Colline 187 en Corée en mai 1953. Le caporal Julien était membre du 3e bataillon du Royal Canadian Regiment (RCR) qui était la première unité à occuper le camp Julien. Le camp Julien fut prêt à être occupé à pleine échelle à la fin de l'été 2003 à l'arrivée de la Roto 0.
À son occupation maximale, le camp a hébergé 2 000 soldats canadiens et plus de 400 travailleurs civils dont approximativement la moitié était népalais. Les travailleurs népalais étaient responsables des travaux manuels incluant la cuisine et le ménage. Les travailleurs canadiens supervisaient et complétaient les tâches de bureau, d'entrepôt, de lessive, de maintenance, de services d'utilité publique, de ménage et préparation de la nourriture. D'autres travailleurs étaient en provenance de l'Afrique du Sud, des États-Unis, du Royaume-Uni et de l'Inde. Un nombre limité de travailleurs locaux afghans étaient employés à la buanderie. Le camp Julien fut le premier camp canadien à large échelle géré principalement par un contracteur indépendant qui était dans ce cas-ci SNC-Lavalin.
Le site a été fermé en novembre 2005 et a été remis au gouvernement afghan.

## Annexe